# Peter MacArthur (Eishockeyspieler)
Peter MacArthur (* 20. Juni 1985 in Clifton Park, New York) ist ein ehemaliger US-amerikanischer Eishockeyspieler und derzeitiger -trainer.

## Karriere
Peter MacArthur begann seine Karriere als Eishockeyspieler bei den Waterloo Black Hawks, für die er in der Saison 2003/04 in der Juniorenliga United States Hockey League aktiv war und mit denen er den Clark Cup, den Playoff-Meistertitel der USHL, gewann. Anschließend besuchte er vier Jahre lang die Boston University, während er parallel für deren Eishockeymannschaft in der Hockey East spielte. Mit seiner Mannschaft gewann er im Jahr 2006 die Meisterschaft der Hockey East. Gegen Ende der Saison 2007/08 gab der Flügelspieler für die Bridgeport Sound Tigers aus der American Hockey League sein Debüt im professionellen Eishockey. In den folgenden beiden Jahren war er Stammspieler bei deren AHL-Ligarivalen Rockford IceHogs, wobei er in diesem Zeitraum zudem drei Spiele für die Fresno Falcons in der ECHL bestritt. Die Saison 2010/11 verbrachte MacArthur beim AHL-Team San Antonio Rampage. Den Großteil der folgenden Spielzeit stand er im Aufgebot des ECHL-Teams Las Vegas Wranglers, spielte parallel jedoch auch für die Lake Erie Monsters und Peoria Rivermen in der AHL.
Zur Saison 2012/13 wurde MacArthur von den Augsburger Panthern aus der Deutschen Eishockey Liga verpflichtet. Dort blieb er dann schließlich zwei Jahre.
Nach einem eher schwachen zweiten Jahr bei den Augsburger Panthern verließ er die Schwaben Richtung Österreich. Er unterschrieb bei den Vienna Capitals. Er erreichte mit den Wienern das Finale der EBEL, wo sie allerdings dem EC Red Bull Salzburg in vier Spielen unterlagen. Nach der Saison 2014/15 wechselte er zu den Graz 99ers. In 26 Spielen erreichte er nur 7 Scorerpunkte (2 Tore, 5 Assists) und verließ nach nur drei Monaten die Steirer wieder. Er unterschrieb danach bei den Adirondack Thunder aus der ECHL. Dort erzielte er in den zwei Saisons, in denen dort spielte insgesamt 99 Punkte, bestehend aus 32 Toren und 57 Assists. Von den 109 Spielen spielte er 46 in  der Saison 2015/2016 und 63 in Saison 2016/2017. Danach wechselte er zu den Allen Americans, bei denen er jedoch nur 22-mal zum Einsatz kam. In der Saison 2018/19 ging es dann wieder zurück zu Adirondack Thunder. Schon eine Saison später ging MacArthur zum HC Pustertal über. Auch dort hatte er mit nur 17 Einsätzen nur wenig Spielzeit. Von 2021 bis zu seinem Karriereende am Saisonende 2021/22 spielte er wieder bei Adirondack Thunder.
Seine Trainerkarriere begann MacArthur in der Saison 2021/22, als er den Job des Assistenztrainers der Eishockeymannschaft des Skidmore College in Saratoga Springs, New York, erhielt, welche in der Division III der National Collegiate Athletic Association spielen. Zur folgenden Spielzeit kehrte der US-Amerikaner zu den Adirondack Thunder in die ECHL zurück, um dort Cheftrainer und Director of Hockey Operations zu werden.

## Erfolge und Auszeichnungen
- 2004 Clark-Cup-Gewinn mit den Waterloo Black Hawks
- 2006 Lamoriello-Trophy-Gewinn mit der Boston University
- 2008 NCAA East Second All-American Team
- 2017 Teilnahme am ECHL All-Star Game